# 참돌고래
참돌고래(Delphinus delphis)는 고래 중 가장 번성한 종으로, 그 개체 수가 600만에 이른다. 종명은 ‘돌고래’지만 보통 수족관에 있거나 대중적으로 잘 알려진 큰돌고래속 돌고래와는 차이가 있다.

## 분류
참돌고래는 참돌고래속(학명: Delphinus)에 속하는 유일한 종이다. 2010년대까지는 긴부리참돌고래(D. capensis)와 짧은부리참돌고래(D. delphis)가 다른 종으로 분류됐었으나 이후 유전적 관계 등의 분석을 통해 지금은 같은 종으로 분류한다. 다음 네 개의 아종으로 분류되어 있다.
- D. d. delphis
- D. d. bairdii
- D. d. ponticus
- D. d. tropicalis

## 분포와 생태
북위 40~60도와 남위 50도 사이의 열대·온대 바다의 해안가를 따라 서식한다. 유광층에서 깊게는 중층원양대의 오징어와 무리짓는 물고기를 사냥한다.
돌고래는 무리지어 생활하는데 많게는 수백에서 수천이 모여 살기도 한다.

## 같이 보기
- 고래류의 종 목록
- 해양생물학